# La Tribune

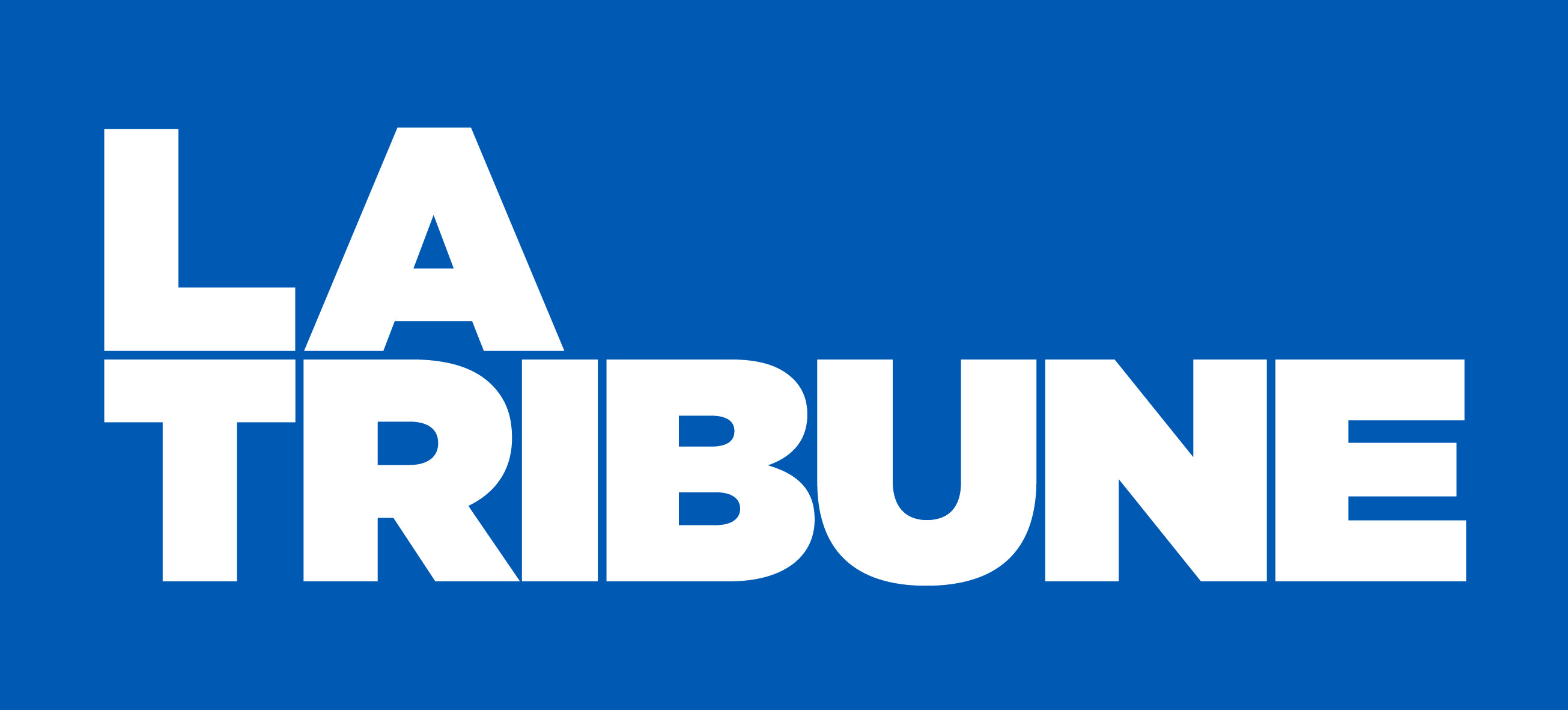
Logo do La Tribune

La Tribune é um jornal financeiro francês, que foi fundado em 1985. Um de seus fundadores foi o jornalista frânces Erik Izraelewicz.
O jornal é em formato tabloide e tinha em 2009 uma circulação de cerca de 67.000 exemplares.
Em 2010, Alain Weill, o presidente e CEO da NEXTRADIOTV, vendeu 80% do La Tribune para Valérie Decamp por € 1, continuando com 20% das ações da empresa.